# Cedar Grove Open
Il Cedar Grove Open è stato un torneo di tennis giocato su terra verde nel settembre 1974, dal 9 al 14, a Cedar Grove negli Stati Uniti. e facente parte del circuito di tornei del Grand Prix

## Albo d'oro

### Singolare
| Anno | Vincitore    | Finalista    | Punteggio |
| ---- | ------------ | ------------ | --------- |
| 1974 | Ilie Năstase | Juan Gisbert | 6–4 7–6   |

### Doppio
| Anno | Vincitori                | Finalisti             | Punteggio     |
| ---- | ------------------------ | --------------------- | ------------- |
| 1974 | Steve Siegel Kim Warwick | Dick Crealy Bob Tanis | 4–6, 6–2, 6–1 |